# Стэнтон, Райан
Райан Стэнтон (англ. Ryan Stanton, 20 июля 1989 года; Сент-Альберт, Альберта, Канада) — канадский хоккеист, защитник клуба НХЛ «Вашингтон Кэпиталз».

## Карьера игрока

### Ранние годы
Стэнтон начал играть в хоккей за младшую команду «Мус Джо Уорриорз» в Западной хоккейной лиге (WHL).
В 16 лет он дебютировал во взрослой команде в матче против «Брэндон Уит Кингз». Райан сделал серию из шести игр подряд, в которых он зарабатывал очки (всего 11 (3+8) очков). За свой заключительный четвёртый сезон 2009-10 в команде защитник набрал 40 очков (10+30).

### Профессиональная карьера
12 марта 2010 года Стэнтон в качестве свободного агента подписал трехлетний контракт новичка с клубом НХЛ «Чикаго Блэкхокс».
Три сезона Райан играл за фарм-клуб «Рокфорд Айсхогс» в АХЛ, дебютировав 6 марта 2010 года в матче против «Хьюстон Аэрос». Первое очко на профессиональном уровне он заработал 10 марта 2010 года в игре с «Сан-Антонио Рэмпэйдж». Первый в карьере профессиональный гол Стэнтон был забил 23 февраля 2011 года в ворота «Чикаго Вулвз». По окончании сезона 2010-11 канадец был назван наиболее прогрессирующим игроком в «Айсхогс».
27 апреля 2013 года состоялась его первая игра в НХЛ в составе «Блэкхокс». В том году «ястребы» завоевали Кубок Стэнли, но Стэнтон оказался недостаточно квалифицирован для того, чтобы его имя было написано на кубке. Летом 2013 года клуб продлил контракт с игроком на год.
До начала регулярного сезона 2013-14 Райан был выставлен чикагским клубом на драфт отказов, откуда его 30 сентября забрал «Ванкувер Кэнакс».
17 октября 2013 года Стэнтон забил свой первый гол в НХЛ в ворота «Баффало Сейбрз».
После двух сезонов в Ванкувере Райан не получил от клуба квалификационного предложения и в качестве ограниченно свободного агента 24 июля 2015 года подписал однолетний контракт с «Вашингтон Кэпиталз» на сумму  575 000 $.